# Lignerolles (Allier)
Lignerolles é uma comuna francesa na região administrativa de Auvérnia-Ródano-Alpes, no departamento Allier. Estende-se por uma área de 11,81 km². Em 2010 a comuna tinha 751 habitantes (densidade: 63,6 hab./km²).